# Af Chapmangymnasiet
Af Chapmangymnasiet ligger i örlogsstaden Karlskrona. Skolan var före 1966 Karlskrona högre allmänna läroverk.
Skolans namn är efter Fredrik Henrik af Chapman.

## Historia
1966 kommunaliserades Karlskrona högre allmänna läroverk och fick då namnet Vittusskolan som 1971 ändrades till Chapmanskolan avdelning 2 och till nuvarande namn 2001.

## Kända elever
- Mi Ridell (1968–), skådespelare, sångerska
- Pontus Stenshäll (1966–), teaterregissör, skådespelare
- Cajsa Stina Åkerström (1967–), artist, låtskrivare, författare